# Laplatasaurus
Laplatasaurus is een geslacht van plantenetende sauropode dinosauriërs, behorend tot de groep van Titanosauria, dat tijdens het late Krijt leefde in het gebied van het huidige Argentinië.

## Naamgeving en vondst
Het geslacht is in 1927 benoemd door Friedrich von Huene maar nog als een onbeschreven nomen nudum. In 1929 gaf hij ook een beschrijving zodat de naam geldig werd. De typesoort is Laplatasaurus araukanicus. De geslachtsnaam verwijst naar Río de la Plata. De soortaanduiding verwijst naar Araucanos, een naam die toen gebruikelijk was voor de Mapuche. Per ongeluk vermeldde de publicatie van von Huene ook een "Laplatasaurus wichmannianus" maar dat is een verschrijving voor Antarctosaurus wichmannianus. Wel bedoeld als een tweede soort is Laplatasaurus madagascariensis, een naam die von Huene en Alfred Charles Matley in 1933 gaven aan Titanosaurus madagascariensis uit Madagaskar, waarbij ze er ook wat materiaal uit India aan toewezen. Tegenwoordig wordt deze vorm weer als een soort van Titanosaurus aangeduid.
Von Huene baseerde zijn naamgeving op een aantal fragmentarische vondsten uit drie verschillende locaties in Río Negro en Neuquén, voornamelijk delen van de ledematen, wat ruggenwervels en een reeks staartwervels. Een schedel ontbrak. Sommige resten leken toe te behoren aan jongen. Een gedeelte van het materiaal was eerder door Richard Lydekker toegewezen aan Titanosaurus australis. Von Huene, die de botten tussen 1923 en 1926 bestudeerde, wees geen holotype aan. In 1979 maakte José Fernando Bonaparte twee specimina, een scheenbeen en een kuitbeen, met het gezamenlijke inventarisnummer MLP 26-306, tot het lectotype. Er is geen bewijs dat de twee botten bij elkaar horen. Ook later zijn verscheidene andere fragmentarische fossielen aan Laplatasaurus toegewezen. De resten komen uit de Allenformatie die stamt uit het Campanien.
In 1979 benoemde Jaime Eduardo Powell een Titanosaurus araukanicus op basis van beenderen die eerder aan Laplatasaurus araukanicus waren toegewezen — maar niet het lectotype. Dit leidde bij andere paleontologen tot de conclusie dat het dus niet om een vervangingsnaam voor Laplatasaurus araukanicus kon gaan. In 2003 probeerde Powell dit te herstellen door alsnog het lectotype naar een Titanosaurus araukanicus te verwijzen maar doordat de typespecimens aldus verschilden, was dit taxon formeel niet identiek aan zijn Titanosaurus araukanicus Powell 1979. In ieder geval blijft de literatuur grotendeels van Laplatasaurus spreken temeer daar Titanosaurus zelf de laatste jaren als een nomen dubium wordt beschouwd.

## Beschrijving
Von Huene meende dat in de verscheidenheid aan sauropodenfossielen die in de formatie te vinden waren een duidelijke vorm te onderscheiden viel die zich kenmerkte door een combinatie van aan aanzienlijke lengte, zo'n achttien meter, met een toch vrij lichte bouw van de ledematen.
Aan Laplatasaurus zijn ook beenschubben, ofwel osteodermen toegewezen. Die vormden mogelijkerwijs een doorlopend pantser op de rug, net als bij Saltasaurus. De beenschubben hebben echter lagere richels dan bij deze laatste soort. Er is geen duidelijk bewijs dat de schubben echt aan Laplatasaurus toebehoren.

## Fylogenie
Laplatasaurus werd door von Huene toegewezen aan de Titanosauridae; dit is tot nu toe een vrij gebruikelijke indeling gebleven.